# 스콧 밀러
스콧 밀러(Scott Miller, 1961년 ~ )는 1987년 아포지 소프트웨어를 설립한 것으로 유명한 미국의 비디오 게임 디자이너, 프로그래머, 기업가이다. 그해부터 MS-DOS용 크로즈 시리즈와 함께 시작한 밀러는 3부작 중 첫 번째 게임의 개념을 착안했다.

## 생애
성장하면서 밀러는 아폴로 및 제미니 프로그램에서 일한 NASA의 엔지니어인 아버지 보이드 밀러와 함께 살았다. 밀러는 호주에 거주하는 동안 1975년 왕 2200으로 비디오 게임을 개발하기 시작했다. 그는 컴퓨터 퀴즈, 애스트로노미 퀴즈, BASIC 퀴즈, 비욘드 더 타이타닉, 슈퍼노바, 킹덤 오브 크로즈, 워드 휘즈, 트렉 트리비아 등 BBS 파일 기반에 널리 퍼진 여러 MS-DOS 게임을 개발했다. 밀러는 게임 프로그래머로 시작했지만 현재는 울펜슈타인 3D, 랩터: 그림자의 부름(Raptor: Call of the Shadows), 터미널 밸로시티, 맥스 페인을 포함하여 회사와 관련된 모든 타사 게임을 제작 및 공동 설계할 뿐만 아니라 3D 렐름즈의 주요 비즈니스 업무를 처리했다.
게임의 한 에피소드를 셰어웨어로 자유롭게 출시하고 후속 에피소드를 회사를 통해 판매하는 게임 유통 방식을 만들었다. 무료 에피소드는 당근 막대이다. 1987년 킹덤 오브 크로즈는 밀러가 "Apogee Model"이라고 부르는 이 방법을 사용한 최초의 게임이었다. 7개의 크로즈 에피소드로 이 모델이 성공하자 밀러는 1990년대 초 정규직을 그만두고 Apogee 성장에 모든 노력을 기울였다. 이때 밀러는 나중에 id 소프트웨어를 결성한 소프트디스크(구독자에게 플로피 디스크로 전달되는 월간 소프트웨어 잡지)의 주요 구성원에게 연락하여 Apogee를 통해 커맨더 킨을 출시하도록 설득했다. 이 시리즈는 id 소프트웨어를 독립 스튜디오로 만드는 데 성공했다. 밀러는 나중에 1998년 게시자 개더링 오브 디밸로퍼스(Gathering of Developers)를 구성하는 데 중요했다. 그는 나중에 레이더 그룹을 찾는 일을 도왔다.
밀러는 1980년대 전문 작가였으며 비디오 게임에 관한 책 Shootout: Zap the Video Games를 공동 저술했으며 4년 동안(1982~1985) 더 댈러스 모닝 뉴스(The Dallas Morning News)에 "비디오 비전"(Video Vision)이라는 제목의 주간 칼럼을 기고했다. (나중에 "컴퓨터 펀(Computer Fun)"으로 변경됨). 그는 COMPUTE!의 PC와 PCjr 및 기타 잡지에도 글을 기고했다. 2006년부터 2008년까지 밀러는 업계 블로그인 www.GameMatters.com을 운영하면서 스튜디오 독립과 스튜디오 및 퍼블리셔가 다른 미디어 소스의 브랜드에 라이선스를 부여하는 대신 오리지널 브랜드를 만드는 것을 강력히 지지했다.
게임스팟은 역사상 컴퓨터 게임 분야에서 가장 영향력 있는 인물 목록에서 밀러를 14위로 선정했다. 1997년 컴퓨터 게이밍 월드(Computer Gaming World)는 그를 Apogee 모델을 창안한 컴퓨터 게임 분야에서 역대 가장 영향력 있는 인물 목록에서 14위로 선정했다.